# Klāvs Čavars
Klāvs Čavars (ur. 11 lutego 1996 w Windawie) – łotewski koszykarz, występujący na pozycji środkowego, obecnie zawodnik Polskiego Cukru Pszczółki Start Lublin.

## Kariera klubowa
Čavars dołączył do VEF VEF Ryga w 2012 roku, skąd był wielokrotnie wypożyczany. W sezonie 2015/16 reprezentował barwy BK Lipawa. Sezon 2019/20 spędził w BK Windawa, gdzie średnio zdobywał 11.3 punktów i notował 7,4 zbiórek na mecz. 10 czerwca 2020 roku podpisał kontrakt z Cmokami Mińsk.
23 lipca 2021 roku został zawodnikiem Astoria Bydgoszcz. 23 lipca 2022 dołączył do Polskiego Cukru Pszczółki Start Lublin.

## Osiągnięcia
(Stan na 13 września 2023.)

### Drużynowe
- Finalista Pucharu Polski (2023)[4]

### Indywidualne
- MVP kolejki EBL (5 – 2022/2023)[5]
- Zaliczony do I składu kolejki EBL (24 – 2021/2022, 5 – 2022/2023)[6][7]

### Reprezentacja
- Uczestnik mistrzostw świata (2023 – 5. miejsce)[8]